# Seznam představitelů Bíliny
Seznam představitelů Bíliny obsahuje purkmistry, starosty a předsedy MěNV.

## Purkmistři a starostové do roku 1945
- 1711, Franz Simon
- 1724, Georg Anton Träger
- 1748, Sigismund Trautzel
- 1756, Matheas Eichhorn
- okolo 1762, Johann Georg Blaschke
- okolo 1763, Ignaz Kronbauer
- 1780, Matheas Titzler
- 1789, Ignaz Kronbauer
- 1803–1810, Leopold Tschepper
- 1813–1830, Franz Kohl
- 1836–1850, Johann Kronbauer
- 1850, Andreas Schmidt
- 1851–1860, Josef Karl Walter
- 1861–1874, Josef Reichel
- 1874–1886, C. A. Schmidt
- 1887, Josef Musch
- 1888–1895, Eduard Dobrowolski
- 1895–1918, Josef Schmettan
- 1918, MUDr. Hugo Tropschuh
- 1918–1919, N. Vorlíček (správní komisař)
- 1919–1922, Wilhelm Wagner
- 1922–1927, MUDr. Hugo Tropschuh
- 1927–1931, Josef Dorn
- 1931–1938, Wenzel Smetana
- 1938–1943, Rudolf Stierl
- 1943–1945, JUDr. Rudolf Eichhorn

## Předsedové MěNV
- 1945–1946, Karel Aubrecht
- 1946–1950, Karel Hájek
- 1950–1957, Stanislav Langr
- 1957–1960, Alois Tesař
- 1960–1970, Jan Zavřel
- 1970–1986, Ing. Gustav Drexler
- 1986–1990, Josef Hončík

## Starostové od roku 1990
- 1990, Rastislav Jůda
- 1990–1993, Vladimír Horáček
- 1993–2002, Ing. Čestmír Duda
- 2002–2015, Josef Horáček
- 2015–2018, Oldřich Bubeníček
- od 2018, Mgr. Zuzana Schwarz Bařtipánová